# Giro apo t'oneiro
Giro apo t'oneiro è il quinto album di studio della cantante pop greca Helena Paparizou.
L'album ha venduto circa 150 000 copie in Grecia in una sola settimana, ed è stato certificato fino ad oggi undici volte disco di platino.

## Tracce
1. San Kai 'Sena (Σαν και 'σένα) 3:48
2. An Isouna Agapi (Αν ήσουνα αγάπη) 4:17
3. Psahno Tin Alitheia (Ψάχνω την αλήθεια) 3:09
4. Girna Me Sto Htes (Γύρνα με στο χτες) 4:23
5. Tou Erota To Aima (Του έρωτα το αίμα) 3:31
6. Oneiro (Όνειρο) 3:48
7. Filarakia (Φιλαράκια) 3:16
8. Stin Korifi Tou Kosmou (Στην κορυφή του κόσμου) 3:22
9. Thalassa (Θάλασσα) 4:18
10. Den Allazo (Δεν αλλάζω) 3:23
11. Siga, Psithirista (Σιγά, Ψιθυριστά) 3:37
12. Tha Mai Allios (Θα 'μαι αλλιώς) 3:05
13. Dancing Without Music 3:22

## Classifiche
| Classifica (2010) | Posizione massima |
| ----------------- | ----------------- |
| Cipro             | 1                 |
| Grecia            | 1                 |